# Dannhof (Groß Pankow)
Dannhof ist ein bewohnter Gemeindeteil der Gemeinde Groß Pankow im Landkreis Prignitz in Brandenburg. Es gehört zum Ortsteil Wolfshagen.

## Geografie und Verkehrsanbindung
Dannhof liegt nordwestlich des Kernortes Groß Pankow an der Kreisstraße K 7018. Nördlich fließt die Panke und westlich die Stepenitz. Östlich verläuft die Landesstraße L 103 und südlich die B 189.

## Sehenswürdigkeiten
Als Baudenkmal ist ausgewiesen (siehe Liste der Baudenkmale in Groß Pankow (Prignitz)#Dannhof):
- Verwalterhaus (Unter den Linden 13)